# Crângu
Crângu est une commune du județ de Teleorman en Roumanie.